# Germain Nelzy
Germain Nelzy (né le 3 août 1934 à Case-Pilote et mort le 15 décembre 2012 au Lamentin,) est un athlète français, spécialiste du 400 mètres.

## Biographie
Germain Nelzy remporte le titre du 400 mètres lors des championnats de France d'athlétisme 1962.
Il participe aux Jeux olympiques de 1964, à Tokyo, et se classe huitième de la finale du relais 4 x 400 m. 
Il devient ensuite conseiller à la direction départementale de la jeunesse et des sports de la Martinique. 
Au regard de ses 42 ans de services civils, militaires et d'activités sportives, il est fait, en 1998, Chevalier de l'Ordre du mérite [2],  

### Palmarès
- Championnats de France d'athlétisme :
  - vainqueur du 400 m en 1962.

### Records
| Épreuve | Performance | Lieu | Date |
| ------- | ----------- | ---- | ---- |
| 400 m   | 47 s 1      |      | 1962 |